# 히가시토나미군

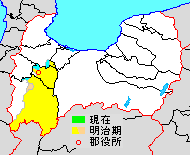
도야마현 히가시토나미군의 범위 (연노랑:후에 다른 군에 편입된 지역. 하늘색:후에 다른군에서 편입한 지역)

히가시토나미군(東礪波郡)은 일본 도야마현에 있던 군이다.

## 군역
1896년 행정 구역으로 발족 당시의 군역은 대체로 아래 구역에 해당한다.
- 다카오카시의 일부
- 도나미시의 일부
- 난토시의 일부

## 역사
엣추국의 남서부 지역을 차지했던 도나미군이 1896년 군제 시행으로 니시토나미군과 히가시토나미군으로 나뉘었다.

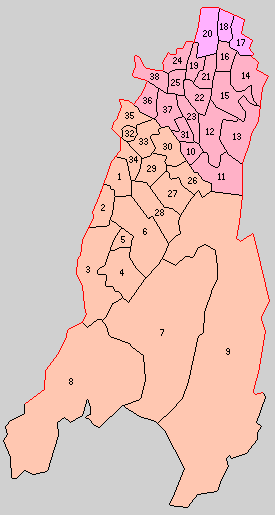
1.기타야마다촌 2.야마다촌 3.미나미야마다촌 4.오가야촌 5.조하나정 6.노미촌 7.다이라촌 8.가미타이라촌 9.도가촌 10.아오시마촌 11.히가시야마미촌 12.오가미촌 13.센단야마촌 14.센단노촌 15.한냐촌 16.히가시한냐촌 17.한냐노촌 18.나카다정 19.미나미한냐촌 20.기타한냐촌 21.야나제촌 22.오타촌 23.나카노촌 24.아부라덴촌 25.쇼게촌 26.이나미정 27.미나미야마미촌 28.이노쿠치촌 29.다카세촌 30.야마노촌 31.다네다촌 32.후쿠노정 33.미나미노지리촌 34.히로쓰카촌 35.노지리촌 36.히가시노지리촌 37.고카야촌 38.데정 (분홍:다카오카시 빨강:도나미시 등색:난토시)

- 1896년 4월 1일 - 군제 시행으로 도나미군 가운데, 기타야마다촌(北山田村), 야마다촌(山田村), 미나미야마다촌(南山田村), 오가야촌(大鋸屋村), 조하나정(城端町), 노미촌(能美村), 다이라촌(平村), 가미타이라촌(上平村), 도가촌(利賀村), 아오시마촌(青島村), 히가시야마미촌(東山見村), 오가미촌(雄神村), 센단야마촌(栴檀山村), 센단노촌(栴檀野村), 한냐촌(般若村), 히가시한냐촌(東般若村), 한냐노촌(般若野村), 나카다정(中田町), 미나미한냐촌(南般若村), 기타한냐촌(北般若村), 야나제촌(柳瀬村), 오타촌(太田村), 나카노촌(中野村), 아부라덴촌(油田村), 쇼게촌(庄下村), 이나미정(井波町), 미나미야마미촌(南山見村), 이노쿠치촌(井口村), 다카세촌(高瀬村), 야마노촌(山野村), 다네다촌(種田村), 후쿠노정(福野町), 미나미노지리촌(南野尻村), 히로쓰카촌(広塚村), 노지리촌(野尻村), 히가시노지리촌(東野尻村), 고카야촌(五鹿屋村), 데정(出町)의 구역으로 히가시토나미군이 발족.(5정 33촌)
- 1898년 8월 26일(5정 34촌)
  - 노미촌의 일부로 기타노촌(北野村)이 발족.
  - 노미촌의 잔여부로 미노다니촌(蓑谷村)이 발족.
- 1941년 4월 1일 - 후쿠노정·미나미노지리촌·히로쓰카촌·노지리촌이 합병하여, 새로이 후쿠노정이 발족.(5정 31촌)
- 1948년 4월 1일 - 니시토나미군 다카노스촌(鷹栖村)·하야시촌(林村)의 소속이 히가시토나미군으로 변경.(5정 33촌)
- 1951년 4월 1일 - 미나미야마미촌이 이나미정에 편입.(5정 32촌)
- 1952년
  - 4월 1일 - 나카노촌·아부라덴촌·쇼게촌·고카야촌·데정·하야시촌이 합병하여, 도나미정(砺波町)이 발족.(5정 27촌)
  - 5월 1일(5정 21촌)
    - 기타야마다촌·야마다촌이 니시토나미군 후쿠미쓰정·이시구로촌·히로세촌·히로세타치촌·니시후토미촌·후토미야마촌·히가시후토미촌·요시에촌과 합병하여 니시토나미군 후쿠미쓰정이 발족.
    - 미나미야마다촌·오가야촌·조하나정·기타노촌·미노다니촌이 합병하여, 새로이 조하나정이 발족.

  - 6월 1일 - 히가시야마미촌·아오시마촌·오가미촌·다네다촌이 합병하여, 쇼가와정(庄川町)이 발족.(6정 17촌)
- 1954년
  - 1월 15일(6정 12촌)
    - 미나미한냐촌·야나제촌·오타촌·히가시노지리촌이 도나미정에 편입.
    - 기타한냐촌이 니시토나미군 도이데정·고레토촌·다이고촌과 합병하여, 새로이 니시토나미군 도이데정이 발족.

  - 3월 1일 - 센단야마촌·센단노촌·한냐촌·히가시한냐촌이 도나미정에 편입.(6정 8촌)
  - 4월 1일(5정 8촌)
    - 이나미정·야마노촌이 합병하여, 새로이 이나미정이 발족.
    - 도나미정이 시제 시행으로 도나미시(砺波市)가 되어, 군에서 이탈.
    - 나카다정·한냐노촌이 합병하여, 새로이 나카다정이 발족.

  - 7월 20일 - 후쿠노정이 니시토나미군 히가시이시쿠로촌이 합병하여, 새로이 후쿠노정이 발족.
- 1955년 1월 10일 - 다카노스촌이 도나미시에 편입.(5정 5촌)
- 1956년 2월 1일 - 조하나정이 니시토나미군 후쿠미쓰정의 일부를 편입.
- 1957년 8월 1일 - 후쿠노정이 니시토나미군 니시노지리촌의 일부를 편입.
- 1959년 1월 1일(5정 4촌)
  - 다카세촌의 일부가 이나미정에 편입.
  - 다카세촌의 잔여부가 후쿠노정에 편입.
- 1966년 2월 10일 - 나카다정이 다카오카시에 편입.(4정 4촌)
- 2004년 11월 1일 - 아래의 변경에 따라 히가시토나미군이 소멸됨.
  - 쇼가와정이 도나미시와 합병하여, 새로이 도나미시가 발족.
  - 조하나정·다이라촌·가미타이라촌·도가촌·이나미정·이노쿠치촌·후쿠노정이 니시토나미군 후쿠미쓰정과 합병하여 난토시(南砺市)가 발족.

## 참고 문헌
- 《가도카와 일본 지명 대사전》 편집위원회, 편집. (1979년 10월 1일). 《가도카와 일본 지명 대사전》. 16 도야마현. 가도카와 쇼텐. ISBN 4040011600.

## 같이 보기
- 도나미군
- 니시토나미군